# Dolichopus bilamellatus
Dolichopus bilamellatus är en tvåvingeart som beskrevs av Octave Parent 1929. Dolichopus bilamellatus ingår i släktet Dolichopus och familjen styltflugor. Inga underarter finns listade i Catalogue of Life.